# Дарваза (газовий кратер)
Дарваза́ (Дервезе́) (туркм. Derweze) — газовий кратер у центрі пустелі Каракуми на території Туркменістану. Розташований приблизно за 260 км на північ від м. Ашгабата та за 90 км від кишлака Ербент.

## Історія

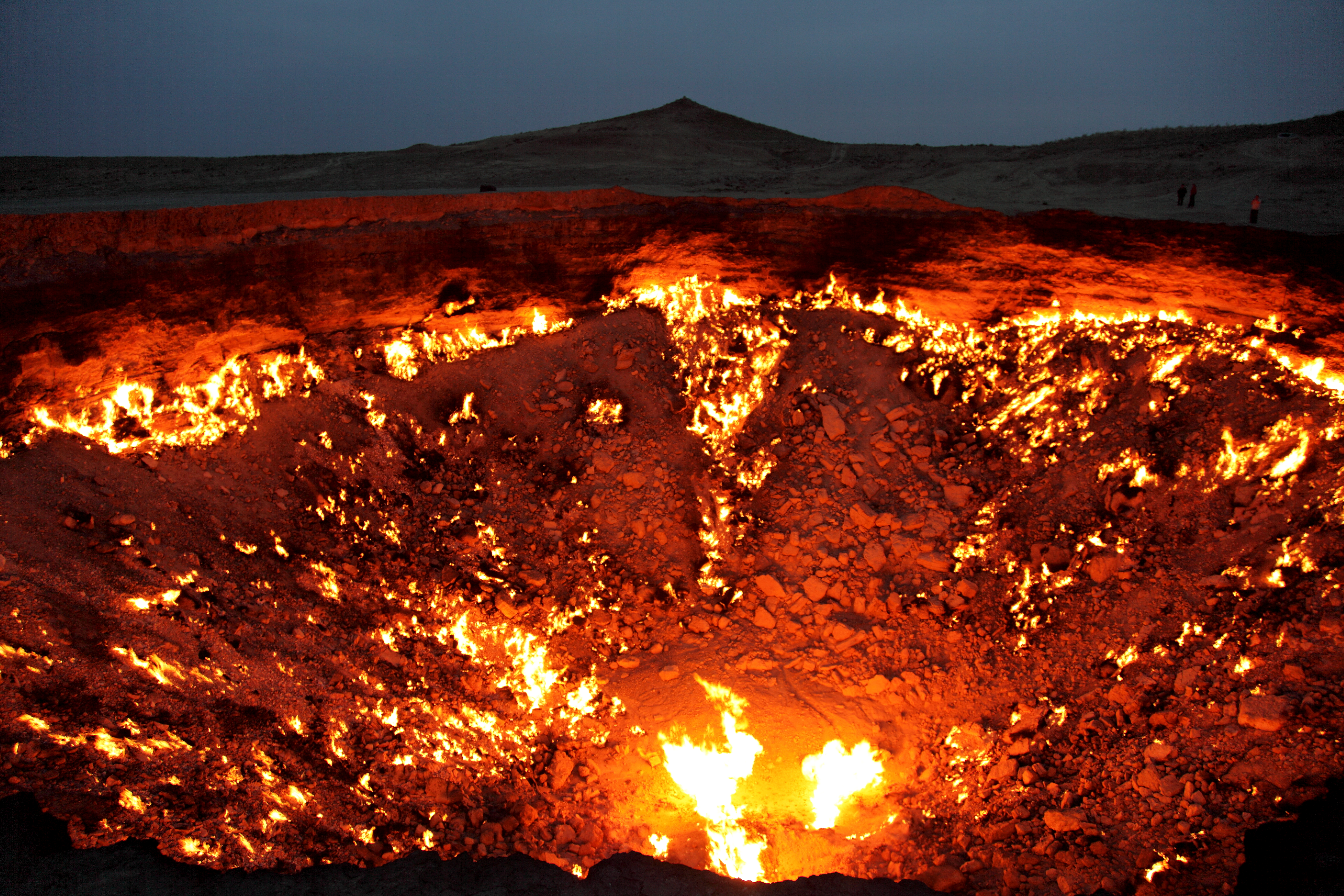
Дарваза вночі, 2010

У 1971 році біля туркменського кишлака Дарваза розвідувально-пошуковим бурінням виявили поклади підземного газу. Під час буріння чергової розвідувальної свердловини, бурильники натрапили на велику підземну каверну, в результаті чого ґрунт під буровою провалився і утворилось провалля діаметром 60-70 м та глибиною близько 30 м, з дна якого виходив підземний газ. Бурова вежа з усім обладнанням та транспортом провалилася в каверну (люди в інциденті — не постраждали). Задля того, щоб небезпечні для людей та худоби газоутворення не виходили назовні, їх вирішили підпалити. Геологи припускали, що пожежа згасне сама, проте помилились, покладів газу виявилося достатньо, щоб горіти і до сьогодні. З 1971 року природний газ, що вивільняється з дна штучного кратера, невпинно палає вдень та вночі. Туристи охрестили його «Брамою пекла».
У листопаді 2013 року відомий мандрівник і дослідник Джордж Короніс з Канади став першою у світі людиною, яка спустилася на дно газового кратера глибиною 30 м. Зазначена експедиція частково фінансувалась журналом «National Geographic». Її метою було збирання ґрунту на дні кратера, щоб зрозуміти, чи можуть якісь організми існувати в подібних умовах. За словами мандрівника, на підготовку експедиції у нього пішло півтора роки — отримання дозволу, підготовка обладнання, збір команди. Перед відправкою довелося потренуватися над ущелиною місцевої річки: необхідно було випробувати спуск протягнутою мотузкою, коли Короніс був одягнений в жаронепроникний костюм, мав при собі апарат для дихання і спеціальне альпіністське спорядження. Досліднику вдалося знайти бактерії, які живуть на дні кратера і почуваються чудово за високих температур.
На початку 2022 року, Президент Туркменістану Гурбангули Бердимухамедов доручив уряду країни знайти рішення, як загасити палаючий газовий кратер діаметром 60-70 метрів та глибиною бл. 30 метрів в Дарвазі, який називають «Брамою пекла». Як пояснив туркменський президент, вже багато років у цій місцевості згоряє величезна кількість газу. Горіння кратера негативно позначається на навколишньому середовищі та на здоров'ї людей, що мешкають поряд, а також витрачається природний газ, від якого можна отримати значний прибуток. Питання про закриття кратера вперше порушувалося очільником держави ще у 2010 році.

## Кратери в Дарвазі
Поблизу палаючого кратера знаходиться ще два схожих провалля аналогічного походження. Ці кратери не палають, і тиск газу тут суттєво слабший. На дні одного з цих кратерів знаходиться рідина, вкрита бульбашками, і вона має світло-сіре забарвлення, а на дні іншого також перебуває рідина, але ніжно-блакитного відтінку. Спеціалісти стверджують, що ці поклади можна експлуатувати за допомогою нахилено-скерованого буріння з сусідніх щільніших ділянок. Але на ділянці з «ніжно-блакитним» озером газу, видобуток газу уже неможливий. Поряд з вогняним кратером є декілька законсервованих свердловин, що вже не використовуються.